# Gray (Geòrgia)
Gray és una població dels Estats Units a l'estat de Geòrgia. Segons el cens del 2000 tenia 1.811 habitants.

## Demografia
Segons el cens del 2000, Gray tenia 1.811 habitants, 666 habitatges, i 496 famílies. La densitat de població era de 288,9 habitants/km².
Dels 666 habitatges en un 32,6% hi vivien nens de menys de 18 anys, en un 47,4% hi vivien parelles casades, en un 22,2% dones solteres, i en un 25,4% no eren unitats familiars. En el 24,2% dels habitatges hi vivien persones soles l'11,7% de les quals corresponia a persones de 65 anys o més que vivien soles. El nombre mitjà de persones vivint en cada habitatge era de 2,49 i el nombre mitjà de persones que vivien en cada família era de 2,91.
Per edats la població es repartia de la següent manera: un 23,6% tenia menys de 18 anys, un 8,1% entre 18 i 24, un 28,2% entre 25 i 44, un 23,2% de 45 a 60 i un 16,8% 65 anys o més.
L'edat mediana era de 38 anys. Per cada 100 dones de 18 o més anys hi havia 83,2 homes.
La renda mediana per habitatge era de 38.000 $ i la renda mediana per família de 46.313 $. Els homes tenien una renda mediana de 37.167 $ mentre que les dones 26.563 $. La renda per capita de la població era de 19.656 $. Entorn del 13,4% de les famílies i el 17,9% de la població estaven per davall del llindar de pobresa.

## Poblacions més properes
El següent diagrama mostra les poblacions més properes.